# Condorcet (cuirassé)
Pour les articles homonymes, voir Condorcet.
Le Condorcet est un cuirassé de la classe Danton, en service actif dans la Marine française de 1911 à 1942.
Le Condorcet est l'un des six cuirassés semi-dreadnought de la classe Danton construits pour la marine française au début des années 1900. Lorsque la Première Guerre mondiale éclate en août 1914, il participe sans succès à la traque du croiseur de bataille allemand SMS Goeben et le croiseur léger SMS Breslau en Méditerranée occidentale et centrale. Plus tard au cours du mois d'août, le navire participe à la bataille d'Antivari dans la mer Adriatique et aide à couler le croiseur protégé austro-hongrois SMS Zenta. Le Condorcet passa ensuite la majeure partie du reste de la guerre à bloquer les détroits d'Otrante et des Dardanelles pour isoler les navires de guerre allemands, austro-hongrois et turcs.
Après la guerre, il est modernisé de 1923 à 1925 et devient par la suite un navire-école. En 1931, le Condorcet est transformé en caserne flottante. En novembre 1942, il est capturé intact par les Allemands lors de l'occupation de la zone libre. Ils l'utilisent pour loger les marins de leur marine (Kriegsmarine). Le navire est gravement endommagé par les bombardements alliés en 1944, il est renfloué et puis démoli en 1949.

## Conception et caractéristiques
Bien que les cuirassés de la classe Danton représentent une amélioration significative par rapport à la classe Liberté précédente, ils sont surclassés avant même leur achèvement par la mise en service du dreadnought. Ce surclassement et d'autres caractéristiques, comme le poids important en charbon à transporter, en font des navires globalement médiocres, même si leurs nombreux canons à tir rapide sont d'une utilité certaine en Méditerranée.
Le Condorcet mesure 146,6 m de longueur totale et 25,8 m de large, son tirant d'eau à pleine charge de est de 9,2 m. Il déplace 19 736 tonnes métriques à pleine charge profonde et dispose d'un équipage de 681 officiers et hommes de troupe. Le navire est propulsé par quatre turbines à vapeur Parsons entrainant quatre arbres de transmission en utilisant la vapeur générée par vingt-six chaudières Niclausse. Les turbines ont une puissance nominale de 22 500 chevaux (16 800 kW) permettant d'atteindre une vitesse de pointe d'environ 19 nœuds (35 km/h ou 22 mph). Au cours des essais en mer, le Condorcet atteint une vitesse de pointe de 19,7 nœuds (35,6 km/h ou 22,7 mph). Il transporte un maximum de 2 027 tonnes de charbon lui permettant de parcourir 5 424 km (3 370 milles ou 2 930 milles marins) à une vitesse de 10 nœuds (19 km/h ou 12 mph).
La batterie principale de Condorcet se compose de quatre canons de 30,5 cm/45 modèle 1906 montés dans deux tourelles jumelées, une à l'avant et une à l'arrière. La batterie secondaire est formée de douze canons de 24 cm/50 modèle 1902 dans des tourelles jumelles, trois de chaque côté du navire. Pour se défendre contre les torpilleurs, seize canons L/65 de 75 mm (3,0 pouces) et dix canons Hotchkiss de 47 mm (1,9 pouces) ont installés. Le navire est également armé de deux tubes lance-torpilles immergés de 450 mm (17,7 pouces). La ceinture blindée principale du navire a une épaisseur de 270 mm (10,6 pouces), la batterie principale dispose d'un blindage d'épaisseur pouvant atteindre 300 mm (11,8 pouces). Le château est protégé par un blindage latéral de 300 mm d'épaisseur.
Pendant la Première Guerre mondiale, des canons anti-aériens de 75 mm sont installés sur les toits des deux tourelles avant de 240 mm du navire. En 1918, le mât principal est raccourci pour permettre au navire de faire voler un ballon cerf-volant captif. L'élévation des canons de 240 mm est augmentée augmentant leur portée à 18 000 m (20 000 yd).

## Carrière opérationnelle
La construction du Condorcet débute le 26 décembre 1906 aux Ateliers et chantiers de la Loire à Saint-Nazaire. La pose de la quille du navire a lieu le 23 août 1907. Il est lancé le 20 avril 1909 et achevé le 25 juillet 1911. Le Condorcet est affecté à la 1re Division de la 1re Escadre de la Flotte de Méditerranée lors de sa mise en service. Le navire participe aux manœuvres combinées de la flotte entre la Provence et la Tunisie durant les mois de mai et juin 1913, ainsi qu'à la revue navale en présence du président français Raymond Poincaré le 7 juin 1913 clôturant les manœuvres. Le Condorcet prend part, avec son escadre, à la tournée en Méditerranée orientale entre octobre et décembre 1913, il participe ensuite au grand exercice de la flotte en Méditerranée du mois de mai 1914.

### Première Guerre mondiale
Au début de la Première Guerre mondiale, le Condorcet, avec son sister-ship Vergniaud et le dreadnought Courbet, recherche sans succès le croiseur de bataille allemand SMS Goeben et le croiseur léger SMS Breslau autour des îles Baléares. Le 9 août, le Condorcet navigue dans le détroit de Sicile pour tenter d'empêcher les navires allemands de s'échapper vers l'ouest. Le 16 août, le navire intégré dans la flotte combinée anglo-française dirigée par l'amiral Auguste Boué de Lapeyrère balaie la mer Adriatique. Les navires alliés rencontrent le croiseur austro-hongrois SMS Zenta, escorté du destroyer SMS Ulan, bloquant la côte du Monténégro. Devant le nombre de navires alliés le SMS Zenta ne peut s'échapper et reste sur place combattre pour permettre au SMS Ulan de s'échapper et est coulé par des tirs pendant le combat d'Antivari au large de Bar. Le Condorcet participe ensuite à des raids dans l'Adriatique puis plus tard dans l'année patrouille autour des îles Ioniennes. De décembre 1914 à novembre 1916, le navire est basé à Corfou et participe au blocus du détroit d'Otrante. Le 1er décembre 1916, le Condorcet est à Athènes et débarque des troupes pour appuyer la tentative alliée d'assurer l'accord grec aux opérations alliées en Macédoine. Peu de temps après, le navire est transféré à Moúdros pour empêcher le SMS Goeben de s'introduire en Méditerranée et y reste jusqu'en septembre 1917. Le navire est transféré à la 2e Division de la 1re Escadre en mai 1918 et retourne à Moúdros jusqu'à la fin du conflit.

### L'après guerre
Du 6 décembre 1918 au 2 mars 1919, le Condorcet représente la France au sein de l'escadre alliée de Fiume qui supervise le règlement de la question yougoslave. le navire est ensuite affecté à la Division Manche de la Marine Nationale. Il est modernisé entre 1923 et 1924 pour améliorer sa protection anti sous-marine, les quatre canons arrière de 75 mm sont retirés. Avec ses sister-ships Diderot et Voltaire, le Condorcet est affecté à la Division de la Formation à Toulon. Le navire abrite les écoles de torpilles et d'électricité. Un tube lance-torpilles est installé sur le côté bâbord de sa dunette. Il est partiellement désarmé en 1931 et transformé en caserne flottante. En 1939, ses hélices sont retirées.
En avril 1941, le Condorcet est remorqué en mer pour évaluer le propulseur des obus utilisé par le cuirassé Richelieu. En effet lors de la bataille de Dakar le 24 septembre 1940, un canon de 38 centimètres (15 pouces) a explosé dans la culasse et le propulseur de l'obus était soupçonné d'en être à l'origine. Un certain nombre de tirs, déclenché par télécommande, ont été réalisés avec succès depuis la tourelle arrière du Condorcet innocentant le propulseur. En juillet suivant, le navire est modifié pour abriter les écoles de transmission, de radio et d'électricien. Le 10 septembre 1941, le Condorcet est accidentellement percuté par le sous-marin Le Glorieux alors qu'il quitte la cale sèche. L'impact perce la coque du navire et inondé un compartiment. Le navire doit être réparé en cale. Le navire est capturé intact par les Allemands lors de l'occupation de la zone libre le 27 novembre 1942. Contrairement à la majeure partie de la flotte française à Toulon, le Condorcet n'est pas sabordé car il avait des stagiaires à bord. Il est utilisé par les Allemands comme caserne flottante, il est gravement endommagé par les avions alliés en août 1944 et sabordé le même mois par les Allemands.
Certains de ses canons de 240 mm sont utilisés par les Allemands dans une batterie côtière sur la rive nord de l'estuaire de la Gironde en 1944. Le navire est renfloué en septembre 1945 et mis en vente le 14 décembre. Le démantèlement du Condorcet est  achevé en 1949.

## Personnalités ayant servi à son bord
- Paul Louis Antoine Fontaine (1899-1976), en 1929, en qualité d'officier torpilleur
- François Drogou (1904-1940), Compagnon de la Libération.
- Philippe Tailliez (1905-2002), officier torpilleur et pionnier de la plongée sous-marine.
- Jacques-Yves Cousteau (1910-1997) officier canonnier et émule du précédent.